# Flik 70
La Fliegerkompanie 70 (abbreviata in Flik 70D o Divisions-Kompanie 70) era una delle squadriglie della k.u.k. Luftfahrtruppen, la forza aerea dell'Impero austro-ungarico.

## Storia

### Prima guerra mondiale
La squadriglia fu creata a Strasshof an der Nordbahn, in Austria e dopo essere stato addestrata nel gennaio 1918, fu diretta al fronte italiano, dove si trovava nel campo di Godega di Sant'Urbano. Nel giugno del 1918, si unì alla 6ª Armata nella fallita offensiva della Battaglia del solstizio. Si è poi ritirata a San Giacomo di Veglia e riqualificata per attività di ricognizione fotografica (Photoaufklärer-Kompanie, Flik 70P).
Al 15 ottobre era ancora a San Giacomo di Veglia con 4 Aviatik D.I.
Dopo la guerra, l'intera aviazione austriaca fu liquidata.